# Botnie

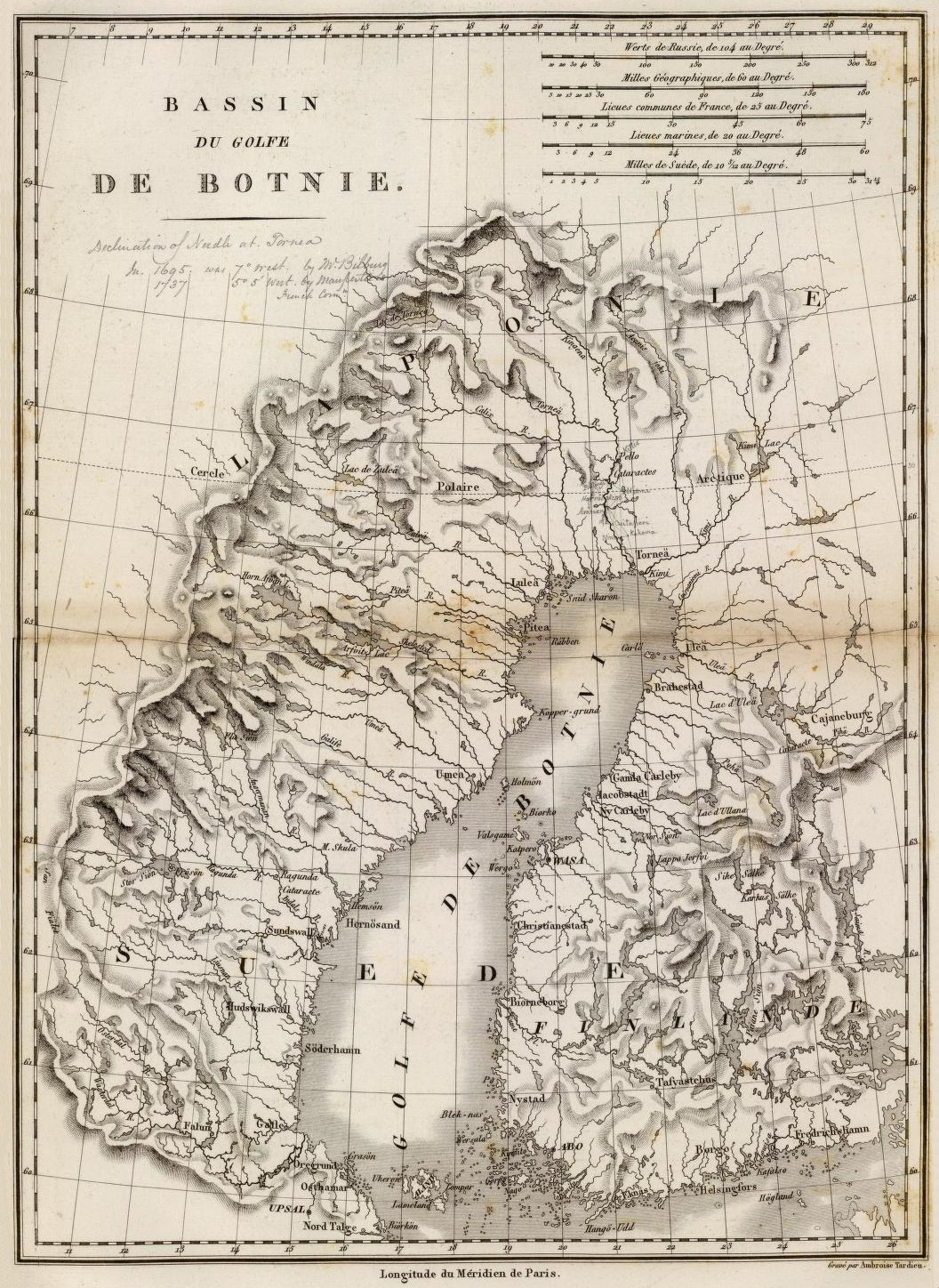
Carte du bassin versant du golfe de Botnie en 1827 avec la Botnie sur les rivages septentrionaux du golfe.

La Botnie est une région historique de Fennoscandie actuellement partagée entre la Suède et la Finlande. Elle se situe entre le golfe de Botnie (auquel elle a donné son nom) au sud et la Laponie au nord, de part et d'autre du fleuve Torne qui marque la frontière entre les deux pays et correspond pour sa partie suédoise aux anciennes provinces historiques de Västerbotten et de Norrbotten et pour sa partie finlandaise à l'ouest de la province de Laponie. Autrefois intégralement incluse dans le royaume de Suède, la région est divisée entre ce dernier et l'Empire russe par le traité de Fredrikshamn signé en 1809.

### Source
- (fr) Imago Mundi - Botnie